# Курбанов, Гарун Магомедович
Гарун Магомедович Курбанов (род. 28 марта 1962 года, с. Кунки, Дахадаевский район, Дагестанская АССР, РСФСР, СССР — 28 июля 2011, Махачкала, Республика Дагестан) — российский государственный деятель. Доктор философских наук, профессор. По национальности — даргинец.

## Биография
Родился в семье известного религиоведа, кандидата философских наук Магомеда Рамазановича Курбанова.
В 1984 окончил Дагестанский государственный медицинский институт.
С 1984 года работал врачом-терапевтом горлечебобъединения г. Каспийск, затем — на преподавательской работе.
В 1991 году окончил аспирантуру Дагестанского Государственного Университета и по 2000 год работал преподавателем кафедры Истории и теории культуры ДГУ.
С 1993 по 1997 годы — главный редактор газеты «Биржевые вести», и одновременно до 2000 года возглавляет ИА «Агентство рыночных коммуникаций».
С 2000 по 2004 годы работал главным специалистом Северо-Кавказского территориального управления Министерства Российской Федерации по делам печати, телерадиовещания и средств массовых коммуникаций. Одновременно с 2003 года — генеральный директор ГУ РГВК «Дагестан». Являлся также экспертом Экспертного совета Комитета при Правительстве РД по делам религии. Член редколлегии республиканского общественно-политического журнала «Народы Дагестана».

С 2008 года — на работе в Правительстве Дагестана, назначен министром по национальной политике, информации и внешним связям республики Дагестан.
В 2010 году Курбанов Г. М. был назначен начальником Управления информационной политики и пресс-службы Президента Республики Дагестан.
28 июля 2011 года в 8:20 утра на улице Манташева в Махачкале был совершён террористический акт в отношении начальника Управления информационной политики и пресс-службы Президента Республики Дагестан Курбанова Г. М., который направлялся на работу. В результате преступного нападения Курбанов Гарун Магомедович и его водитель Исмаилов Исмаил Ахмедович, получив множественные пулевые ранения, скончались на месте.

## Награды
- Орден Мужества (8 ноября 2011) — за мужество и высокий профессионализм, проявленные при исполнении служебного долга[3]

## Память
22 декабря 2011 года в Махачкале часть улицы Леваневского стало носить имя Гаруна Курбанова.